# Astragalus eximius
Astragalus eximius är en ärtväxtart som beskrevs av Aleksandr Andrejevitj Bunge. Astragalus eximius ingår i släktet vedlar, och familjen ärtväxter. Inga underarter finns listade i Catalogue of Life.